# 2054
|  | Denne artikel beskriver en fremtidig begivenhed Denne artikel eller sektion handler om planlagt eller forventet fremtidig begivenhed. Der kan forekomme spekulativ information, og indholdet kan ændres dramatisk når begivenheden nærmer sig og mere information bliver tilgængelig. |

| 2054               |
| ------------------ |
| Dødsfald - Fødsler |
|                    |

| Gregoriansk kalender | 2054 MMLIV              |
| Ab urbe condita      | 2807                    |
| Armensk kalender     | 1503 ԹՎ ՌՇԳ             |
| Kinesiske kalender   | 4750 – 4751 癸酉 – 甲戌 |
| Etiopisk kalender    | 2046 – 2047             |
| Jødisk kalender      | 5814 – 5815             |
| Hindukalendere       |                         |
| - Vikram Samvat      | 2109 – 2110             |
| - Shaka Samvat       | 1976 – 1977             |
| - Kali Yuga          | 5155 – 5156             |
| Iransk kalender      | 1432 – 1433             |
| Islamisk kalender    | 1477 – 1478             |

Se også 2054 (tal)
Året 2054 begynder på en torsdag.

## Film & TV-serier
- Minority Report (2002) – en amerikansk science fiction-film foregår i år 2054.

- DR1's julekalender Tidsrejsen 2 fra 2024 finder delvist sted i dette år.